# Ведмеденко, Иван Иванович
Иван Иванович Ведмеденко (1921—1997) — советский артиллерист, полковник Советской Армии, участник Великой Отечественной войны, Герой Советского Союза (1944).

## Биография
Иван Ведмеденко родился 21 января 1921 года в Ростове-на-Дону в рабочей семье. Украинец. Окончил среднюю школу. В 1939 году он был призван на службу в Рабоче-крестьянскую Красную Армию. В 1941 году Ведмеденко окончил Одесское артиллерийское училище. С октября 1942 года — на фронтах Великой Отечественной войны. Принимал участие в боях на Сталинградском, Западном и Ленинградском фронтах. К июню 1944 года гвардии капитан Иван Ведмеденко командовал батареей 18-й гвардейской гаубичной артиллерийской бригады 5-й гвардейской артиллерийской дивизии 3-го артиллерийского корпуса прорыва 21-й армии Ленинградского фронта. Отличился во время освобождения Смоленской и Ленинградской областей.
Когда в августе 1943 года в районе посёлка Гнёздово под Смоленском немецкие войска перешли в контратаку, Ведмеденко, оперативно оценив обстановку, вызвал на себя огонь своей батареи, когда танки противника подошли к его наблюдательному пункту вплотную. Несколько танков и большое количество солдат и офицеров врага были уничтожены массированным огнём батареи. В октябре 1943 года в ходе боя за станцию Белоостров (ныне — в черте Сестрорецка) оборудовал свой наблюдательный пункт на расстоянии 150 метров от позиций противника и корректировал огонь. 9-10 июня 1944 года Ведмеденко руководил огнём 203-миллиметровой гаубицы, разрушив трёхэтажный дот, открыв тем самым дорогу пехотным подразделениям.
Указом Президиума Верховного Совета СССР от 21 июля 1944 года за «образцовое выполнение боевых заданий командования и проявленные при этом мужество и героизм» гвардии капитан Иван Ведмеденко был удостоен высокого звания Героя Советского Союза с вручением ордена Ленина и медали «Золотая Звезда» за номером 2533.
Стрельба прямой наводкой из гаубиц Б-4 никакими правилами стрельбы не предусмотрена. Но именно за такую стрельбу командиру батареи 203-мм гаубиц гвардии капитану И. Ведмеденко присвоили звание Героя Советского Союза. В ночь на 9 июня 1944 года на одном из участков Ленинградского фронта под шум перестрелки, заглушавшей рокот моторов, тягачи потащили к переднему краю два огромных массивных орудия на гусеничном ходу. Когда все стихло, лишь 1200 м отделяли замаскированные орудия от цели — гигантского дота двухорудийного полукапонира Карельского укреплённого района (КаУР). Железобетонные стены двухметровой толщины; три этажа, уходящие под землю; бронированный купол; подступы, прикрываемые огнём фланговых дзотов, — самый крупный ДОС КаУР — двухпушечный полукапонир «Миллионер» в посёлке Белоостров. Осенью 1941 года он был захвачен финскими войсками. И как только забрезжил рассвет, гаубицы Ведмеденко открыли огонь. В течение десяти часов стокилограммовые бетонобойные снаряды крушили двухметровые стены, было выпущено 140 снарядов из которых добились 136 прямых попаданий. Все это время Ведмеденко корректировал огонь находясь в непосредственной близости от дота.
После окончания войны Ведмеденко продолжил службу в Советской Армии. В 1951 году он окончил Военную академию имени Дзержинского. В 1967 году в звании полковника он был уволен в запас. Проживал и работал в городе Новоград-Волынский Житомирской области. Скончался 18 февраля 1997 года, похоронен на Новоград-Волынском городском кладбище.
Был также награждён орденами Отечественной войны 1-й и 2-й степени, двумя орденами Красной Звезды, а также рядом медалей.
Бюст Ведмеденко установлен в городе Кобеляки Полтавской области. Почётный гражданин города Звягель